# リチャード・レストック
リチャード・レストック（英語: Richard Lestock、1679年2月22日 - 1746年12月17日）は、イギリス海軍士官。スペイン継承戦争からオーストリア継承戦争まで40年以上従軍し、1744年のトゥーロンの海戦敗北の責任とその後の軍法会議で知られる。

## 生涯

### 初期の経歴
1679年2月22日生まれとされるが、それ以前に生まれた可能性もある。ミドルセックスの微罪判事で商船長であるリチャード・レストック（1713年没）と妻レベッカ（1709年没）の次男として生まれた。1690年12月26日、レストックの父が海軍本部から志願兵として海軍への入隊を招請されてそれに従った。1691年、レストックの父は戦列艦ケンブリッジの指揮官に任命された。
レストックも父にならって海軍に入隊、1701年4月にケンブリッジの3等海尉に任命された。その後はソールベイ、エクセター、バルフルールと配置転換を繰り返した。バルフルールはこの時期にはサー・クラウズリー・ショヴェルの旗艦であり、レストックはショヴェルとともに1704年のマラガの海戦に参戦した。ショヴェルはレストックをfirst commandに昇進させ、1705年8月にはレストックが火船ヴァルチャーの海尉艦長に任命された。レストックはヴァルチャーを指揮してバルセロナの救援やアリカンテの占領を支援した。

### フォーイとパンサーの艦長として
1706年4月29日、32門艦フォーイの指揮を執ったが、9月にアリカンテ降伏の報せを届けるために帰国した。スペインにもどると同年12月にアルメリア沖でフランスの64門艦1隻を破壊した。続いて1707年にサー・ジョージ・ビングと合流してトゥーロン包囲戦で陸軍を支援したが、包囲は失敗に終わった。翌1708年のミノルカ島の占領にもフォーイを率いて参戦した。1709年4月14日、アリカンテからリスボンへの航行中に敵軍の40門フリゲート2隻に遭遇したが、2時間にわたる海戦の末に降伏を余儀なくされた。レストックは直後に捕虜交換で帰国したが、船を失ったことで軍法会議にかけられ、1709年8月31日に無罪放免された。
続いて西インド諸島で1710年から1712年まで戦列艦ウェイマスを指揮した。ウェイマスが退役すると、レストックは5年間半給になり、1717年にバルト海でジョージ・ビングの艦隊の1隻であるパンサーの指揮を執った。レストックは船7隻で構成される小艦隊の指揮をゆだねられ、ヨーテボリ沖やスカゲラク海峡を巡航してスウェーデンの私掠船を対処した。レストックはビングにいい印象を与えたらしく、ビングは1718年のパッサロ岬の海戦でレストックを旗艦バルフルールに乗せてsecond captainにした。

### キャリアの失速
ジョージ・ビングという絶大な影響力を有する提督にいい印象を与えたにもかかわらず、レストックはその後も10年近く半給のままだった。彼は1728年にようやくプリンセス・アメリアの指揮を委ねられ、翌年にロイヤル・オークに転じた後、1731年にサー・チャールズ・ウェージャーの下で地中海で勤務した。続いて1732年2月21日にキングストンを指揮、4月6日に西インドでジャマイカ・ステーションの指揮官に就任するための準備を命令されたが、逆風により29日ようやく出発することができ、さらに3週間後にサー・シャローナー・オーグルが代わりにジャマイカ・ステーション指揮官に任命され、レストックに帰国を命じる手紙が発された。手紙には配置変更の理由が記されておらず、レストックは11月21日にジャマイカのポート・ロイヤルから手紙を書き、下記のように述べた。
私の状況に前例がないこともあり多くは言えないが、私が直面したこのような運命は死よりはるかにひどく、多くの詳細は私が海軍本部に直訴したときに明らかにするでしょう。
1733年と1734年にも海軍将官への昇進を逃したにもかかわらず、海軍将官に昇進した人物のうち5人がレストックより経験が少ないことはレストックにさらなる屈辱を与えた。レストックはそれでも軍務を続け、1734年2月22日にサマセットの艦長に任命された。サマセットは当時メドウェイ川の警備艦であり、レストックは1738年4月まで同艦の艦長を務めた後、ノアに駐屯するグラフトンに転じた。この時期は公式のイギリス海軍三角旗を掲揚する権限のない船の拿捕に熱心すぎるとの評価が目立った。1739年8月にボインの艦長になり、翌年にサー・シャロンナー・オーグルとともに西インドに向かった。

### 再び脚光を浴びる
西インド諸島にいたとき、レストックはエドワード・ヴァーノン海軍中将によって代将と艦隊の第3指揮官に任命された。レストックはヴァーノンの海軍作戦会議にも参加した。カルタヘナ・デ・インディアスの海戦では1741年3月23日にサン・ルイス砦への攻撃を率いるよう命じられたが敗北に終わり、ボインも大破した。同年夏、レストックはプリンセス・キャロライナに乗ってイングランドに帰国した後、ネプチューンの指揮を執り、地中海艦隊総指揮官に任命された後、1741年11月に増援の大部隊を派遣した。
悪天候により出港は数週間延期され、ニコラス・ハドック海軍中将率いる艦隊との合流は1742年1月末までずれ込んだ。そのときまでにレストックの艦隊は天候により損傷し、船員の多くが病気になったか死亡したが、レストックは1742年3月13日に海軍少将に昇進した。数か月後、ハドックは健康の悪化により帰国を余儀なくされ、レストックが暫定総指揮官を務めた。彼はそのまま本国から総指揮官として正式に任命されると期待したが、トマス・マシューズ中将が指揮を執るために派遣されたと知りひどく失望した。

### マシューズとの関係
レストックが警備船を指揮した時期（1734年 - 1738年）、マシューズはチャタム造船所の長官を務めていたため、2人は1742年以前にも一緒に働いたことがあった。マシューズが到着して指揮を執ると、レストックの働きを公開に批判するようになり、またレストックによる人事任命を撤回したりもした。マシューズは総指揮官として外交事務に忙殺されたため、艦隊の管理をレストックに任せたが、レストックが病気で職務をほとんど果たせなかったためマシューズは彼に不満をもった。マシューズは本国に抗議したものの、レストックは1743年11月29日に白色中将に昇進し、そのままマシューズの副官に留まった。

### トゥーロンの海戦
2人とも地中海に駐屯している間に1744年2月11日のトゥーロンの海戦が起こった。この海戦において、イギリス艦隊はスペインの護送船団を攻撃しようとしたが失敗に終わった。レストックは後衛を率いたが、戦闘命令を限定的に解釈して攻勢に出なかったため失敗の責任があるとの疑いがもたれた。イギリス艦隊は前日からスペイン艦隊を追跡していたが、レストックは2月10日の夜、戦列の形成が終わる前に後衛の前進を止めたため、翌朝までに戦列から大きく外れ、艦隊の本隊から5マイル離れる結果となった。レストックはそこから戦闘に参加しようとして戦場に向かったが、時すでに遅しだった。
マシューズは朝を通して信号を送っており、ボートで部下を2回送ってレストックに戦闘参加を求めたが、レストックはすでに全力を尽くしていたが、一部の船の足が遅いと返答した。しかし、レストックはより速い船に先行するよう命じることもなければ、マシューズの戦闘参加の信号にも従わなかったため、脱落したスペイン船4隻は逃走に成功した。戦闘の後、レストックは戦列形成の信号旗が掲揚されたままだったため、それに従うことが最も重要な責務であるとした。そのため、戦闘参加の信号に従うのは戦列を形成してからのみとした。前夜に後衛が本隊から大きく離れたことを問われると、レストックは規則では信号が発された時点でまず停船しなければならず、それが「戦列に移動する」という信号自体より優先されるとした。しかし、この規則の解釈は疑わしく、マシューズも満足せずレストックの職務を停止して本国に送り返した。

### 軍法会議
レストックは本国に戻るとマシューズなど後衛以外の艦長に責任をなすりつけようとし、パンフレット合戦がおきたが、レストックの情勢は不利だった。しかし、彼には政界の友人がおり、庶民院による公的調査にこぎつけることに成功した。調査は1745年3月から4月にかけて行われ、世論は二分した。ヘンリー・フォックスとジョージ・グレンヴィルは反マシューズの演説をし、レストックも冷静沈着な態度で庶民院議員に対応した。一方、マシューズの弁護は無秩序で興奮した態度をとっており、レストックが主張した海戦におけるマシューズの態度とも一致した。また海軍当局からもマシューズの（議会外での）人気を警戒した。海軍委員会はレストックを軍法会議にかけたが、軍法会議ではレストックに同情的な士官が多数だったため彼は完全無罪となった。

### 裁定への反響
軍法会議の裁定は世論を満足させることができなかった。とある海軍史家は1758年に「この国は中将が戦わずに罰されないことと、大将が戦って罷免されることに納得できない」と記述した。軍法会議で扱われた証拠品は（当時は）公開されなかったため、実際には何が起こったが当時は不明のままだった。そのため、ロバート・ビートソンがレストックは「熱意と気配りを示したため、海員と士官の能力が良く評価される」と評した一方、ジョン・キャンベルは『Lives of the British Admirals』という著作でレストックが「処刑されるべき」とした。
世論は二分したままだったが、19世紀初期にはリチャード・アヴェリー・ホーンズビーに関する歌でレストックが友人を裏切ったと形容された。

### 晩年
軍法会議の無罪判決からわずか2日後、レストックは青色大将に昇進、大艦隊の指揮を委ねられた。最初はケベックへの強襲が計画されたが、最終的にはフランスのロリアン港への攻撃が決められた。計画段階では困難を極めたものの、イギリス軍は上陸に成功、ロリアンの占領もあと一歩のところだった。攻撃は最終的には失敗したものの、レストックは責任を免れた。彼は続いて翌年春に北米遠征の指揮官の任命を望んだが、突如体調を崩し、1746年12月13日に胃病で死去した。

## 家族
レストックは1720年代の半給時期にエセックスのチグウェル・ロウ出身のサラ（1744年9月12日没）と結婚したとされる。1723年7月14日にチグウェルで洗礼を受けたリチャード・レストックという男子が2人の息子である可能性もあるが、それ以降の消息が不明であるため若くして死亡したとされる。また娘エリザベスももうけており、エリザベスは海軍の管財人の1人であるジェームズ・ピーコック（James Peacock）と結婚し、父が死去した時点で存命していた。また、1732年8月26日にレストックがジャマイカでキングストンの艦長に昇進させたジェームズ・ピアス（James Peers）という男はレストックの娘婿とされるが、サラの遺言状ではピアスは言及されなかった。
レストックは家族との関係がよくなかったらしく、彼は全ての遺産をロンドンのウィリアム・モンク（William Monke）という薬売りに与え、庶民院で自身を弁護した友人ヘンリー・フォックスに金銭を贈与しただけだった。